# Charles Matranga
Charles „Millionaire Charlie“ Matranga (* 1857; † 28. Oktober 1943) war ein italienisch-amerikanischer Mobster der amerikanischen Cosa Nostra und von Ende des 19. Jahrhunderts bis in die frühen 1920er Jahre, das offizielle Oberhaupt der New Orleans Crime Family.

## Leben
Matranga wurde im Jahr 1857 in Sizilien geboren und emigrierte bereits als Säugling in die Vereinigten Staaten.
In den 1880er Jahren begannen Charles und seine Brüder sich an den von Joseph „Joe“ Provenzano kontrollierten Docks von New Orleans in dessen illegale Geschäfte einzumischen und wurden Teil einer konkurrierenden Fraktion, angeführt von Joseph P. Macheca.
1888 brach ein Krieg zwischen den beiden Gruppen aus. Der örtliche Polizeichef, David Hennesey, unterstützte die Provenzano-Fraktion, woraufhin ein Trupp von Matrangas Männern einen Mordanschlag auf Hennesey verübten; er lebte jedoch lange genug, um die Namen seiner Angreifer preiszugeben. Joseph Macheca, Charles Matranga und weitere wurden wegen des Mordes an Hennesey verhaftet, aber von insgesamt neunzehn  Angeklagten wurden sechzehn freigesprochen. Das Volk war wütend darüber, dass die „verbrecherischen Italiener“ mit diesem Mord davonkommen sollten und stürmte am 14. März 1891 das Gefängnis, in dem die angeklagten auf ihre Freilassung warteten. Joseph Macheca wurde zusammen mit weiteren von der Menge gelyncht und ermordet. Matranga, der eigentliche mutmaßliche Auftraggeber, blieb jedoch unversehrt. Diese Geschehnisse wurden 1999 in Vendetta – Das Gesetz der Gewalt verfilmt. Gerry Mendicino übernahm dabei die Rolle von Matranga.
Charles Matranga wurde daraufhin das neue Oberhaupt von der kriminellen Unterwelt in New Orleans und vernetzte seine Organisation mit Mafiaorganisationen in Florida und Südkalifornien. Auch in der Gegend von Los Angeles war eine Matranga-Dependance ansässig und verlegte ihre Aktivitäten später nach San Diego.
Im Jahr 1922 ging Matranga in den Ruhestand. Wer nach Matrangas Rücktritt tatsächlich die Führung übernahm, ist bis heute nicht ganz klar. Verschieden Quellen kann man entnehmen, dass der im Jahr 1904 aus Terrasini (Sizilien) ausgewanderte Sylvestro „Sam“ Carolla von 1922 bis 1947 die Führung übernahm. Andere Quellen besagen, dass Corrado Giacona von 1922 bis zu seinem Tod im Jahr 1944 das Oberhaupt der Familie war.
Charles Matranga starb am 28. Oktober 1943 eines natürlichen Todes.